# Nieuwe Westen
Het Nieuwe Westen is een vooroorlogse wijk in het westen van Rotterdam, gelegen tussen de Heemraadssingel en de Delfshavense Schie in het stadsdeel Delfshaven.
Het Nieuwe Westen is gebouwd in het begin van de twintigste eeuw. Net als in de aangrenzende wijk Middelland is het Nieuwe Westen een wijk van contrasten: op 100 meter van de statige Heemraadssingel en Mathenesserlaan zijn volledig gerenoveerde straten te vinden. Een bekend punt in de wijk is het Mathenesserplein dat tussen 1927 en 1929 verrees naar een ontwerp van Jo van den Broek.
In het Nieuwe Westen wonen ruim 18.000 mensen waarvan bijna driekwart een niet-Europese achtergrond heeft. De wijk was lange tijd een van de onveiligste buurten van Nederland, de leefbaarheid was er ernstig aangetast door een gebrek aan algemeen aanvaarde waarden en normen. Een actieve bewonersorganisatie zet zich sinds lange tijd met succes in om verbetering te realiseren. Het is een open organisatie met 300 participerende bewoners.
Het begrip "opzoomeren" vond zijn oorsprong eind jaren tachtig in de Opzoomerstraat in Het Nieuwe Westen en werd door veel steden elders in de wereld gebruikt.
Het Nieuwe Westen grenst aan de wijken Spangen en Middelland.

## Bevolkingssamenstelling
| Bevolkingssamenstelling 2008 | Nieuwe Westen [%] | Rotterdam [%] |
| ---------------------------- | ----------------- | ------------- |
| Autochtonen                  | 28                | 54            |
| Allochtonen                  | 72                | 46            |
| waarvan                      |                   |               |
| Surinamers                   | 12                | 9             |
| Turken                       | 15                | 8             |
| Marokkanen                   | 15                | 6             |
| Kaapverdianen                | 9                 | 3             |

Bospolder-Tussendijken · 
Delfshaven-Schiemond · 
Middelland · 
Nieuw-Mathenesse · 
Nieuwe Westen · 
Oud-Mathenesse · 
Spangen
Rotterdam Centrum ·
Rotterdam-Noord ·
Rotterdam-Oost ·
Rotterdam-West ·
Rotterdam-Zuid ·
110-Morgen ·
Afrikaanderwijk ·
Agniesebuurt ·
Bergpolder ·
Beverwaard ·
Blijdorp ·
Blijdorpse polder ·
Bloemhof ·
Boomgaardshoek ·
Bospolder-Tussendijken ·
CS-kwartier ·
Carnisserbuurt ·
Cool ·
Crooswijk ·
De Esch ·
De Veranda ·
Delfshaven ·
Delfshaven-Schiemond ·
Dijkzigt ·
Feijenoord ·
Gadering ·
Groenenhagen-Tuinenhoven ·
Groot-IJsselmonde ·
Heijplaat ·
Het Lage Land ·
Hillegersberg ·
Hillesluis ·
Homerusbuurt ·
Hordijkerveld ·
Kandelaar ·
Karl Marxbuurt ·
Katendrecht ·
Kiefhoek ·
Kleinpolder ·
Kleiwegkwartier ·
Kop van Zuid ·
Kralingen ·
Kralingse Veer ·
Kreekhuizen ·
Landzicht ·
Liskwartier ·
Lloydkwartier ·
Lombardijen ·
Meeuwenplaat ·
Middelland ·
Middengebied ·
Millinxbuurt ·
Molenlaankwartier ·
Molièrebuurt ·
Nesselande ·
Nieuw Engeland ·
Nieuw-Mathenesse ·
Nieuwe Westen ·
Nooddorp ·
Noordereiland ·
Ommoord ·
Oosterflank ·
Oud-Charlois ·
Oud-IJsselmonde ·
Oud-Mathenesse ·
Oude Noorden ·
Oude Westen ·
Oudeland ·
Overschie ·
Pendrecht ·
Prinsenland ·
Provenierswijk ·
Reyeroord ·
Rubroek ·
Sagenbuurt ·
Scheepvaartkwartier ·
Schiebroek ·
Schiemond ·
's-Gravenland ·
Smeetsland ·
Spaanse Polder ·
Spangen ·
Sportdorp ·
Stadsdriehoek ·
Struisenburg ·
Tarwewijk ·
Terbregge ·
Tussenwater ·
Varenbuurt ·
Vondelingenplaat ·
Vreewijk ·
Waalhaven ·
Westpunt ·
Wielewaal ·
Witte Dorp ·
Zalmplaat ·
Zenobuurt ·
Zestienhoven ·
Zevenkamp ·
Zomerland ·
Zuidwijk